# Д’Амброзио, Жером

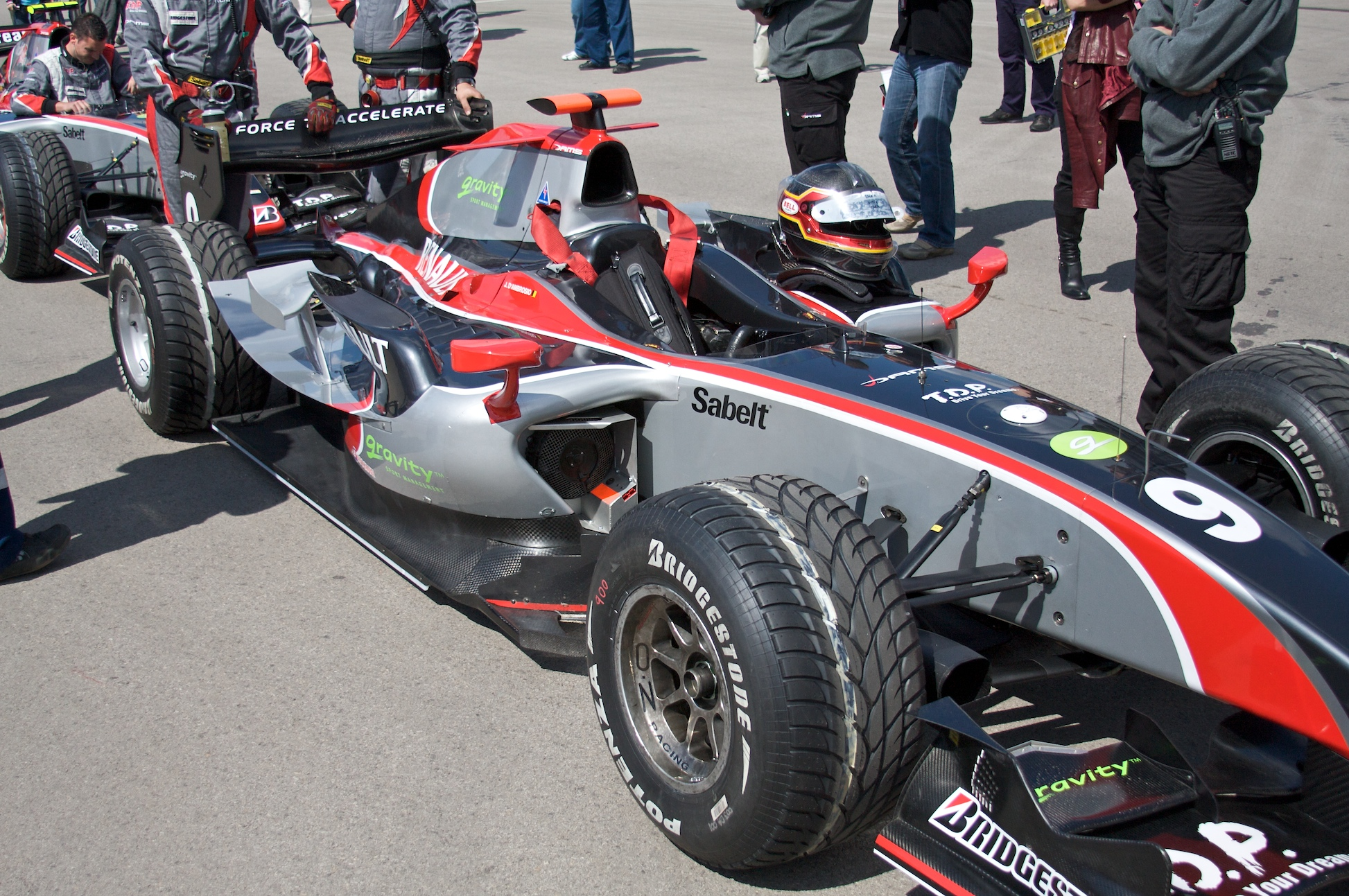
Болид и шлем Д’Амброзио на турецком этапе сезона 2008 GP2

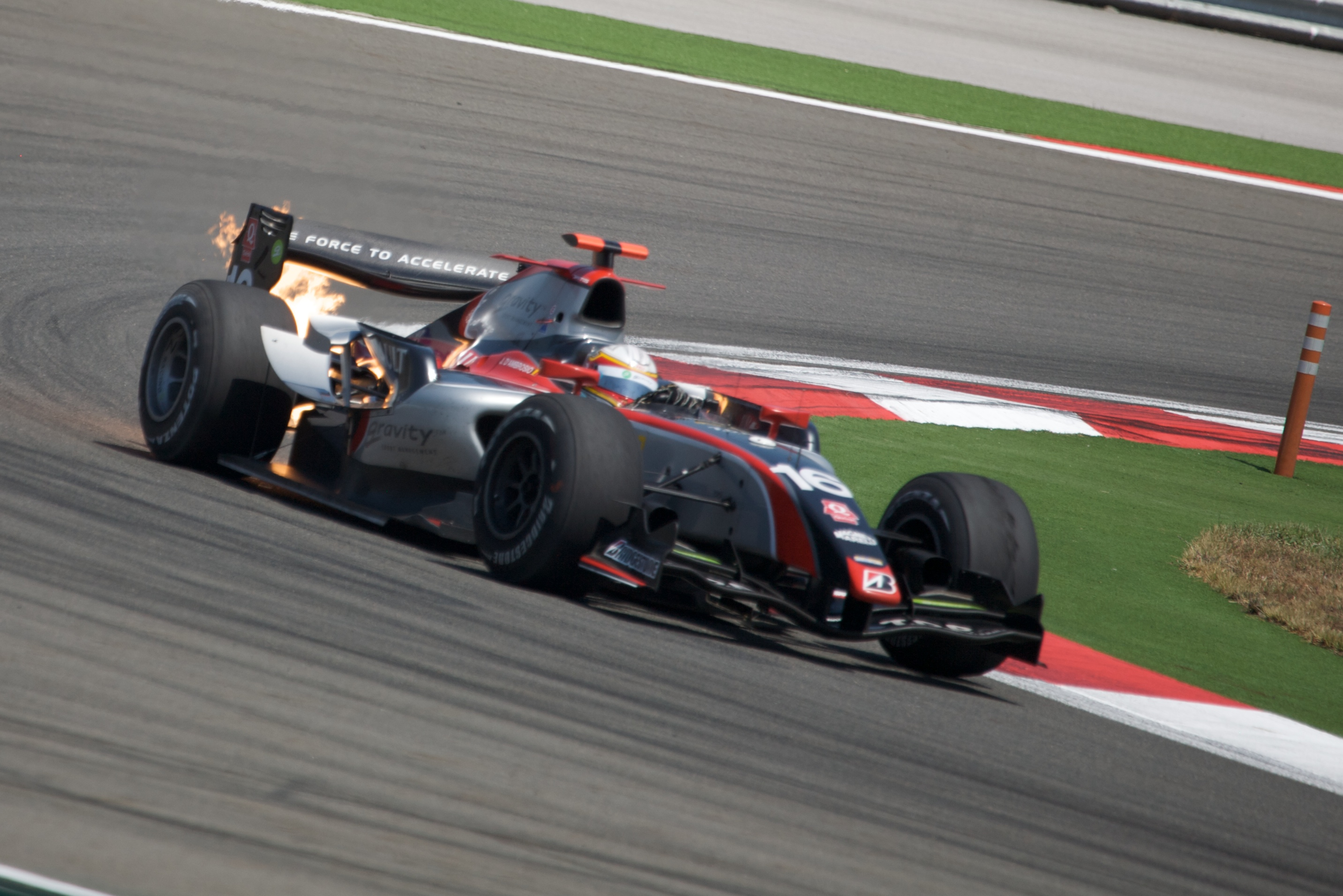
Д’Амброзио управляет болидом DAMS на турецком этапе сезона 2009 GP2

Жеро́м Д’Амброзио́ (фр. Jérôme d'Ambrosio, родился 27 декабря 1985 года) — бельгийский автогонщик, пилот Формулы-E. Выступал в Формуле-1 в 2011—2012 годах.

## Карьера

### Картинг
Выступления в картинге Д’Амброзио начал с победы в Junior Monaco Kart Cup (KF3) в 2000.

### Формула-Рено
В 2003 Жером выиграл Бельгийскую Формулу-Рено (1,6-литровую) участвуя за команду бывшего пилота Формулы-1 и соотечественника Тьерри Бутсена. В 2004 он переключился на двухлитровые формулы, с выступлений в французской серии в 2004, итальянской серии в 2005 и Еврокубке в том же году. В 2006 он перешёл в высшую ступень серий Renault — Мировую серию Рено.

### Формула-Кёниг
Также в 2003 бельгиец участвовал в базирующейся в Германии Формуле-Кёниг и занял четвёртое место в чемпионате.

### Формула-3000
В 2005 Д’Амброзио принял участие во младшем классе Итальянской Формулы-3000, где провёл полно (позднее переименованной в Евросерию-3000) в 2006. Комбинируя участие с выступлениями в Мировой серии Рено, он завершил чемпионат на пятом месте.

### Гонки спорткаров
В 2006 бельгиец принял участие в единственной гонке чемпионата FIA GT, управляя Gillet Vertigo в классе GT2.

### Международная Формула Мастер
В 2007 Жером принял участие в дебютном сезоне серии Международная Формула Мастер за команду Cram Competition. Он выиграл пять гонок, заработал ровно 100 очков и стал первым чемпионом в истории.

### GP2
В 2008 Д’Амброзио выступал в сериях GP2 и новой GP2 Asia за команду DAMS, вместе с Камуи Кобаяси. Он завершил чемпионат на 11-й позиции итогового зачёта, его лучшими финишами стали два вторых места. Он продолжил участие с командой в сезоне 2008-09 GP2 Asia и несмотря на отсутствие побед, Жером обеспечил себе второе место позади напарника Кобаяси. Он пытается улучшить свои результаты вместе с DAMS и Кобаяси в сезоне 2009.

### Формула-1

#### Virgin Racing (2010—2011)
В 2010 году команда «Вёрджин» подтвердила, что Жером Д’Амброзио будет участвовать в пятничных тренировках в четырёх из пяти оставшихся этапов Формулы-1 2010 года—в Сингапуре, Японии, Корее и Бразилии.
29 октября 2010 руководитель «Рено» Эрик Булье, который является менеджером Жерома Д’Амброзио, заявил, что в ближайшее время они могут подписать гоночный контракт с «Вёрджином» на сезон-2011. В январе 2011 года гонщиком был подписан контракт с командой Marussia Virgin Racing о выступлении в Формуле-1 в качестве основного пилота.

#### Lotus F1 Team
См.также: Сезон Формулы-1 2012 года
Вышел на старт Гран-при Италии 2012 года и занял лучшее в Формуле-1 13-е место после дисквалификации Грожана за массовый завал на старте предыдущего этапа. Квалифицировавшись на 15-й позиции, Жером Д’Амброзио добился лучшего результата в карьере (бельгийский гонщик впервые прошёл во вторую квалификационную сессию). Результат в гонке, 13-е место, также стал лучшим в карьере для гонщика; до этого он дважды финишировал на 14-й позиции, выступая за Marussia Virgin (Гран-при Австралии и Канады 2011 года).

### Формула-Е
С лета 2014 года начал выступать за команду «Дрэгон Рейсинг» в серии гонок Формула-Е, где одержал три победы.
Осенью 2020 года завершил карьеру гонщика.

## Результаты выступлений

### Гоночная карьера
| Сезон     | Серия                                | Команда                      | Гонки      | Победы     | Поулы      | Б/Круги    | Подиумы    | Очки       | Место      |            |
| --------- | ------------------------------------ | ---------------------------- | ---------- | ---------- | ---------- | ---------- | ---------- | ---------- | ---------- | ---------- |
| 2003      | Формула-Рено 1.6 Бельгия             | Thierry Boutsen Racing       | 14         | 5          | 3          | 7          | н/д        | н/д        | 1          |            |
| 2003      | Формула-Кёниг                        | н/д                          | 12         | 4          | 3          | 7          | 9          | 240        | 4          |            |
| 2004      | Французская Формула-Рено 2.0         | Graff Racing                 | 14         | 0          | 0          | 2          | 2          | 156        | 4          |            |
| 2004      | Еврокубок Формулы-Рено 2.0           | Graff Racing                 | 7          | 0          | 0          | 0          | 0          | 28         | 16         |            |
| 2005      | Формула-Рено 2.0 Италия              | Euronova Racing              | 17         | 1          | 1          | 0          | 4          | 199        | 4          |            |
| 2005      | Формула-Рено 2.0 Италия Зимняя серия | Euronova Racing              | 4          | 2          | 0          | н/д        | 2          | 40         | 3          |            |
| 2005      | Еврокубок Формулы-Рено 2.0           | Euronova Racing              | 6          | 0          | 0          | 0          | 2          | 22         | 15         |            |
| 2005      | Итальянская Формула-Рено Light       | Euronova Racing              | 1          | 0          | 1          | 0          | 1          | 9          | 6          |            |
| 2006      | Евросерия 3000                       | Euronova Racing              | 10         | 0          | 0          | 1          | 3          | 39         | 5          |            |
| 2006      | Формула-Рено 3.5                     | Tech 1 Racing                | 7          | 0          | 0          | 0          | 0          | 0          | НКЛ        |            |
| 2006      | FIA GT — GT2                         | Gillet Vertigo Streiff       | 1          | 0          | 0          | 0          | 0          | 0          | НКЛ        |            |
| 2007      | Международная Формула Мастер         | Cram Competition             | 16         | 5          | 1          | 7          | 11         | 100        | 1          |            |
| 2008      | GP2                                  | DAMS                         | 20         | 0          | 0          | 0          | 2          | 21         | 11         |            |
| 2008      | GP2 Asia                             | DAMS                         | 10         | 0          | 0          | 0          | 2          | 12         | 11         |            |
| 2008/09   | GP2 Asia                             | DAMS                         | 11         | 0          | 1          | 2          | 4          | 36         | 2          |            |
| 2009      | GP2                                  | DAMS                         | 20         | 0          | 0          | 0          | 3          | 29         | 9          |            |
| 2010      | GP2                                  | DAMS                         | 18         | 1          | 1          | 0          | 2          | 21         | 12         |            |
| 2010      | Формула-1                            | Renault F1                   | тест-пилот | тест-пилот | тест-пилот | тест-пилот | тест-пилот | тест-пилот | тест-пилот | тест-пилот |
| 2010      | Формула-1                            | Virgin Racing                | тест-пилот | тест-пилот | тест-пилот | тест-пилот | тест-пилот | тест-пилот | тест-пилот | тест-пилот |
| 2011      | Формула-1                            | Marussia Virgin Racing       | 19         | 0          | 0          | 0          | 0          | 0          | 24         |            |
| 2012      | Формула-1                            | Lotus F1                     | 1          | 0          | 0          | 0          | 0          | 0          | 23         |            |
| 2013      | Формула-1                            | Lotus F1                     | тест-пилот | тест-пилот | тест-пилот | тест-пилот | тест-пилот | тест-пилот | тест-пилот | тест-пилот |
| 2014      | Blancpain Endurance Series — Pro Cup | M-Sport                      | 5          | 0          | 0          | 0          | 0          | 15         | 17         |            |
| 2014/15   | Формула-E                            | Dragon Racing                | 11         | 1          | 0          | 0          | 3          | 113        | 4          |            |
| 2015/16   | Формула-E                            | Dragon Racing                | 10         | 1          | 2          | 1          | 3          | 83         | 5          |            |
| 2016/17   | Формула-E                            | Faraday Future Dragon Racing | 12         | 0          | 0          | 0          | 0          | 13         | 18         |            |
| 2017/18   | Формула-E                            | Dragon Racing                | 12         | 0          | 0          | 1          | 1          | 27         | 14         |            |
| 2018      | Stock Car Brasil                     | Cimed Racing Team            | 1          | 0          | 0          | 0          | 0          | 0          | НК†        |            |
| 2018/19   | Формула-E                            | Mahindra Racing              | 13         | 1          | 0          | 0          | 2          | 67         | 11         |            |
| 2019/20   | Формула-E                            | Mahindra Racing              | 10         | 0          | 0          | 0          | 0          | 19         | 16         |            |
| Источник: |                                      |                              |            |            |            |            |            |            |            |            |

† — Поскольку Д’Амброзио был приглашенным гонщиком, он не мог получать очки.

### GP2
| Легенда к таблице |                                                                    |
| --- | ------------------------------------------------------------------ |
| В таблице перечислены результаты всех Гран-при Формулы-1, в которых принимал участие гонщик. Строками таблицы являются сезоны, столбцами — этапы чемпионата мира. В каждой клетке указаны сокращённое название этапа и результат, дополнительно обозначенный цветом. Расшифровка обозначений и цветов представлена в нижеследующей таблице. |                                                                    |
| \| Пример \| Описание \| \| ------------ \| ------------------------------------------------------------------ \| \| 1 \| Победитель \| \| 2 \| Второе место \| \| 3 \| Третье место \| \| 5 \| Финишировал, заработав очки \| \| Сход \| Не финишировал, но при этом заработал очки \| \| 12 \| Финишировал, не получив очков \| \| НКЛ \| Финишировал, но не попал в финальную классификацию \| \| 15 \| Участвовал вне зачёта, либо по отдельной классификации \| \| 18 \| Не финишировал, но попал в финальную классификацию \| \| Сход \| Не финишировал \| \| НКВ \| Не прошёл квалификацию \| \| НПКВ \| Не прошёл предквалификацию \| \| ДСК \| Дисквалифицирован \| \| ИСК \| Исключён из протокола соревнований \| \| ТТ \| Заявлен для участия только в тренировках \| \| НС \| Участвовал в квалификации, но не стартовал в гонке \| \| Т \| Травмирован или болен \| \| ОТК \| Отказ от участия \| \| НТР \| Прибыл на соревнования, но на трассу не выезжал \| \| НПР \| Был заявлен в числе участников, но не прибыл к началу соревнований \| \| О \| Соревнования отменены \| \| \| Не участвовал \| \| Поул-позиция \| \| \| Быстрый круг \| \| |                                                                    |
| Пример | Описание                                                           |
| 1 | Победитель                                                         |
| 2 | Второе место                                                       |
| 3 | Третье место                                                       |
| 5 | Финишировал, заработав очки                                        |
| Сход | Не финишировал, но при этом заработал очки                         |
| 12 | Финишировал, не получив очков                                      |
| НКЛ | Финишировал, но не попал в финальную классификацию                 |
| 15 | Участвовал вне зачёта, либо по отдельной классификации             |
| 18 | Не финишировал, но попал в финальную классификацию                 |
| Сход | Не финишировал                                                     |
| НКВ | Не прошёл квалификацию                                             |
| НПКВ | Не прошёл предквалификацию                                         |
| ДСК | Дисквалифицирован                                                  |
| ИСК | Исключён из протокола соревнований                                 |
| ТТ | Заявлен для участия только в тренировках                           |
| НС | Участвовал в квалификации, но не стартовал в гонке                 |
| Т | Травмирован или болен                                              |
| ОТК | Отказ от участия                                                   |
| НТР | Прибыл на соревнования, но на трассу не выезжал                    |
| НПР | Был заявлен в числе участников, но не прибыл к началу соревнований |
| О | Соревнования отменены                                              |
| | Не участвовал                                                      |
| Поул-позиция |                                                                    |
| Быстрый круг |                                                                    |

| Год  | Команда | 1          | 2        | 3          | 4          | 5          | 6        | 7          | 8          | 9        | 10       | 11         | 12         | 13      | 14         | 15         | 16         | 17      | 18      | 19         | 20       | Место | Очки |
| ---- | ------- | ---------- | -------- | ---------- | ---------- | ---------- | -------- | ---------- | ---------- | -------- | -------- | ---------- | ---------- | ------- | ---------- | ---------- | ---------- | ------- | ------- | ---------- | -------- | ----- | ---- |
| 2008 | DAMS    | ИСП 1 Сход | ИСП 2 15 | ТУЦ 1 Сход | ТУЦ 2 Сход | МОН 1 9    | МОН 2 7  | ФРА 1 6    | ФРА 2 Сход | ВЕЛ 1 9  | ВЕЛ 2 12 | ГЕР 1 Сход | ГЕР 2 11   | ВЕН 1 9 | ВЕН 2 Сход | ЕВР 1 5    | ЕВР 2      | БЕЛ 1 8 | БЕЛ 2   | ИТА 1 7    | ИТА 2 6  | 11    | 21   |
| 2009 | DAMS    | ИСП 1 3    | ИСП 2 3  | МОН 1 6    | МОН 2      | ТУЦ 1 Сход | ТУЦ 2 15 | ВЕЛ 1 19   | ВЕЛ 2 12   | ГЕР 1 10 | ГЕР 2 7  | ВЕН 1 16   | ВЕН 2 Сход | ЕВР 1 9 | ЕВР 2 4    | БЕЛ 1 Сход | БЕЛ 2 Сход | ИТА 1 4 | ИТА 2 4 | АЛГ 1 Сход | АЛГ 2 10 | 9     | 29   |
| 2010 | DAMS    | ИСП 1 Сход | ИСП 2 10 | МОН 1 8    | МОН 2 1    | ТУЦ 1 10   | ТУЦ 2 8  | ВАЛ 1 Сход | ВАЛ 2 8    | ВЕЛ 1 11 | ВЕЛ 2 11 | ГЕР 1      | ГЕР 2      | ВЕН 1 6 | ВЕН 2 Сход | БЕЛ 1 Сход | БЕЛ 2 Сход | ИТА 1 5 | ИТА 2   | ОАЭ 1 14   | ОАЭ 2 8  | 12    | 21   |

#### GP2 Asia
| Год     | Команда | 1        | 2       | 3          | 4          | 5       | 6          | 7        | 8        | 9          | 10        | 11      | 12    | Место | Очки |
| ------- | ------- | -------- | ------- | ---------- | ---------- | ------- | ---------- | -------- | -------- | ---------- | --------- | ------- | ----- | ----- | ---- |
| 2008    | DAMS    | ОАЭ 1 11 | ОАЭ 2 8 | ИНЗ 1 Сход | ИНЗ 2 Сход | МАЗ 1 3 | МАЗ 2 Сход | БАХ 1 11 | БАХ 2 12 | ОАЭ 1 7    | ОАЭ 2 3   |         |       | 11    | 12   |
| 2008—09 | DAMS    | КИТ 1 9  | КИТ 2 5 | ОАЭ 1 7    | ОАЭ 2 О    | БАХ 1 2 | БАХ 2 3    | КАТ 1 5  | КАТ 2 7  | МАЗ 1 Сход | МАЗ 1 ДСК | БАХ 1 3 | БАХ 2 | 2     | 36   |

### Формула-1
| Сезон | Команда                | Шасси         | Двигатель              | Ш | 1      | 2        | 3      | 4      | 5      | 6      | 7      | 8      | 9      | 10     | 11     | 12     | 13       | 14     | 15       | 16       | 17       | 18       | 19     | 20  | Место | Очки |
| ----- | ---------------------- | ------------- | ---------------------- | - | ------ | -------- | ------ | ------ | ------ | ------ | ------ | ------ | ------ | ------ | ------ | ------ | -------- | ------ | -------- | -------- | -------- | -------- | ------ | --- | ----- | ---- |
| 2010  | Virgin Racing          | Virgin VR-01  | Cosworth CA2010 2,4 V8 | B | БАХ    | АВС      | МАЛ    | КИТ    | ИСП    | МОН    | ТУР    | КАН    | ЕВР    | ВЕЛ    | ГЕР    | ВЕН    | БЕЛ      | ИТА    | СИН тест | ЯПО тест | КОР тест | БРА тест | АБУ    |     | —     | —    |
| 2011  | Marussia Virgin Racing | Virgin MVR-02 | Cosworth CA2011 2,4 V8 | P | АВС 14 | МАЛ Сход | КИТ 20 | ТУР 20 | ИСП 20 | МОН 15 | КАН 14 | ЕВР 22 | ВЕЛ 17 | ГЕР 18 | ВЕН 19 | БЕЛ 17 | ИТА Сход | СИН 18 | ЯПО 21   | КОР 20   | ИНД 16   | АБУ Сход | БРА 19 |     | 24    | 0    |
| 2012  | Lotus F1 Team          | Lotus E20     | Renault RS27 2,4 V8 V8 | P | АВС    | МАЛ      | КИТ    | БАХ    | ИСП    | МОН    | КАН    | ЕВР    | ВЕЛ    | ГЕР    | ВЕН    | БЕЛ    | ИТА 13   | СИН    | ЯПО      | КОР      | ИНД      | АБУ      | США    | БРА | 21    | 0    |

### Формула-Е
| Сезон   | Команла         | Машина                | 1      | 2       | 3       | 4      | 5        | 6        | 7       | 8        | 9        | 10     | 11     | 12       | 13     | Очки | Место |
| ------- | --------------- | --------------------- | ------ | ------- | ------- | ------ | -------- | -------- | ------- | -------- | -------- | ------ | ------ | -------- | ------ | ---- | ----- |
| 2014/15 | Dragon Racing   | Spark-Renault SRT 01E | ПЕК 6  | ПУТ 5   | ПДЭ 8   | БУЭ 14 | МАЙ 4    | ЛБЧ 6    | МОН 5   | БЕР 1    | МОС 11   | ЛОН 2  | ЛОН 2  |          |        | 113  | 4     |
| 2015/16 | Dragon Racing   | Spark-Renault SRT 01E | ПЕК 5  | ПУТ 14† | ПДЭ 3   | БУЭ 16 | МЕХ 1    | ЛБЧ 7    | ПАР 11  | БЕР 16   | ЛОН 8    | ЛОН 3  |        |          |        | 83   | 5     |
| 2016/17 | Dragon Racing   | Spark-Renault SRT 01E | ГКГ 7  | МАР 13  | БУЭ 8   | МЕХ 14 | МОН Сход | ПАР Сход | БЕР 13  | БЕР 13   | HЙК Сход | HЙК 10 | МРЛ 11 | МРЛ 9    |        | 13   | 18    |
| 2017/18 | Dragon Racing   | Spark-Renault SRT 01E | ГКГ НК | ГКГ 15  | МАР 15  | САН 8  | МЕХ 11   | ПДЭ 9    | РИМ 7   | ПАР 12   | БЕР 19   | ЦЮР 3  | HЙК 13 | HЙК Сход |        | 27   | 14    |
| 2018/19 | Mahindra Racing | Spark SRT05e          | ДИР 3  | МАР 1   | САН 10  | МЕХ 4  | ГКГ Сход | СНЬ 6    | РИМ 8   | ПАР Сход | МОН 11   | БЕР 17 | БРН 13 | НЙК 9    | НЙК 11 | 11   | 67    |
| 2019/20 | Mahindra Racing | Spark SRT05e          | ДИР 9  | ДИР НС  | САН НКЛ | МЕХ 10 | МАР 13   | БЕР 5    | БЕР ДСК | БЕР 7    | БЕР 15   | БЕР 16 | БЕР 18 |          |        | 16   | 19    |

† Гонщик не финишировал в гонке, но был классифицирован, так как прошёл 90 % дистанции.